# 僧護 (中觀派)
僧護, 又譯為眾護、僧伽羅剎，為古代印度佛教高僧，生平不詳。繼承龍樹、青目之後，傳播般若中觀思想，與無著同時代。
漢傳佛教的文獻只記載清辨是青目之後的學者，師承不詳，但藏傳佛教相傳佛護、清辨、解脫軍都是僧護的弟子。佛護及清辨建立了中觀派的兩大派別，解脫軍則揉合了彌勒《現觀莊嚴論》、世親般若學、與僧護所傳的龍樹般若學，別出途徑，為融合中觀與瑜伽行派的思想先趨。